# Gyalecta leucaspis
Gyalecta leucaspis är en lavart som först beskrevs av Kremp. ex A. Massal., och fick sitt nu gällande namn av Alexander Zahlbruckner. Gyalecta leucaspis ingår i släktet Gyalecta och familjen Gyalectaceae.   Inga underarter finns listade i Catalogue of Life.